# 斛斯政
斛斯政（6世纪？—614年），隋朝官员，河南洛阳人。
斛斯椿之孫。父斛斯恢，官散骑常侍、新蔡郡公。早年斛斯政為亲卫，后来以军功授予仪同。大业年间，斛斯政作为尚书兵曹郎。渐渐成为隋炀帝信任，杨玄感兄弟和他们交好。隋炀帝第一次征高句丽，斛斯政为兵部侍郎。当时，隋炀帝经略四方，军国多务，斛斯政处事果断干练，很得炀帝信任。杨玄感造反時，斛斯政曾和他通谋，事情败露，逃至高句麗。大业十年（614年），隋發動第三次征辽戰爭，當時中原盗贼蜂起，“人多流亡，所在阻绝，军多失期”，不過高麗也是困乏已極，无力再战，遂遣使請降，並将斛斯政献出求和，隋朝军队将他带回京城，宇文述建议“要用非常之刑”，如杨积善之法，十一月二日， 斛斯政於金光門外，綁缚于柱上，被公卿百僚用弓箭击射而死，死後被人臠割其肉，挫骨揚灰。

## 父母
- 解斯恢，北周开府、少保、新蔡郡公
- 韦纤婉，北周使持节、侍中、大将军、上柱国、开府仪同三司、相州总管、郧襄公韦孝宽孙女，使持节、开府、京兆尹、河南贞公韦总长女

## 延伸阅读
[在维基数据编辑]
 《隋書·卷70》，出自魏徵《隋书》